# Тверський проїзд
Тверський проїзд (Тверско́й прое́зд) — вулиця в центрі Москви в Тверському районі між Тверською площею і Великою Дмитрівкою.

## Походження назви
Назву присвоєно у 1993 році за розташуванням поблизу Тверської площі.

## Опис
Тверський проїзд починається від Тверської вулиці вздовж північного краю Тверської площі (паралельно Столешникову провулку) і проходить на схід до Великої Дмитрівки.